# Prosopis cineraria
Prosopis cineraria  — вид рослини з роду Prosopis триби Мімозові підродини Мімозових родини (Fabaceae). Інші назви «гаф», «списове дерево», «дерево життя», «канді», «сангрі», «самі», «сумрі». Націльнальне дерево ОАЕ.

## Опис
Загальна висота становить 9,75 м, в середньоиу 3-5 м. Листя перисті завдовжки 4-15 мм та завширшки 2-4,5 мм, на кінці загострені (на кшталт спису), поєднання складаються з 7-14 листів по кожному з 1-3 стулок, розташовано почергово. Сухе листя сіруваті. Черешок довжиною від 0,5 до 4 см. Гілки колючі уздовж міжвузлів. Квітки дрібні, гермофродитні, кремово-жовтого кольору. Оцвітини подвійні. Квітка складається з 5 пелюсток завдовжки 3-4 мм кожна. Насіння завдовжки 1,5 мм, знаходиться у стручках.

## Екологія
Зустрічається в пустельних місцинах при температурі +50 °C, не потребує значної кількості води. Запускає коріння в пустельний ґрунт на глибину до 30 м. Суворі кліматичні умови навчили це дерево виживати на засолених ґрунтах. Довге коріння знаходять воду в підземних шарах, а листя і гілки вбирають вологу з повітря. Тривалість життя становить до 400 років.

## Використання
Висаджують в пустелях для зв'язування пісків. Є важливою частиною раціону худоби, які вживають листя та насіння-боби. Крім того, використовують як добриво.
Про лікувальні властивості цієї рослини згадується в давньоіндійському трактаті Аюрведа. Смола і кора цього дерева є відмінними антисептиками і протизапальними засобами. Плоди дерева неїстівні, при вживанні всередину викликають нудоту і порушення функцій печінки.
Деревина раніше використовувалася в будівництві і декорі традиційних арабських, іранських та раджпутських жител — для виготовлення перекладин, балок, дверей, скринь.

## Поширення
Розповсюдженно від Індії до Саудівської Аравії (включно з країнами Перської затоки), також зустрічається в Ємені та Індонезії.